# エミール・アルドリーノ
エミール・アルドリーノ（Emile Ardolino, 1943年5月9日 - 1993年11月20日）は、アメリカ合衆国の映画監督・プロデューサー。『ダーティ・ダンシング』や『天使にラブ・ソングを…』といった歌と踊りを用いた映画がよく知られている。

## 人物
クイーンズ区マスペス地区にて、イタリアからの移民の子として生まれる。父はエミールが6歳の時に54歳で亡くなった。
オフ・ブロードウェイで俳優として活動していたが、すぐさま製作側に移った。1967年、ガードナー・コンプトンとともにCompton-Ardolino Films を設立した。1970年から1980年まで 公共放送サービスで働き、 Dance in AmericaとLive from Lincoln Centerといった歌や踊り、音楽を扱った番組で、エミー賞に17回ノミネートされ1回受賞した。
1983年、He Makes Me Feel Like Dancin' でアカデミー長編ドキュメンタリー映画賞を受賞。1987年の『ダーティ・ダンシング』で商業的成功を収めた。
同性愛者であることを公表していたアルドリーノは、1993年にAIDSの合併症によって亡くなり、ニューヨークで両親の隣に埋葬された（彼の母親は、1975年に亡くなっている）。
遺作 『マコーレー・カルキン くるみ割り人形』(ジョージ・バランシンによるニューヨーク・シティ・バレエ団のバージョンが元になっている)、『ジプシー』（ベット・ミドラー主演のテレビ映画）はいずれも没後に公開された。

## 受賞歴
- 1969 オビー賞:film for the Broadway production of: en:Oh! Calcutta!
- 1983年 アカデミー長編ドキュメンタリー映画賞:He Makes Me Feel Like Dancin'

## 主な監督作品
- フェアリーテール・シアター Faerie Tale Theatre (1982) - 1エピソード監督
- en:He Makes Me Feel Like Dancin' (1983)
- ダーティ・ダンシング 　Dirty Dancing (1987)
- ワン・モア・タイム　Chances Are (1989)
- スリーメン&リトルレディ 　Three Men and a Little Lady (1990)
- 天使にラブ・ソングを…　Sister Act (1992)
- マコーレー・カルキン くるみ割り人形 The Nutcracker
- ジプシー　Gypsy (1993) (テレビ映画)